# Марьевский сельсовет (Октябрьский район)
Марьевский сельсовет — сельское поселение в Октябрьском районе Оренбургской области Российской Федерации. 
Административный центр — село Марьевка.

## История
Создано в 1790 году. 9 марта 2005 года в соответствии с законом Оренбургской области № 1921/358-III-ОЗ образовано сельское поселение Марьевский сельсовет, установлены границы муниципального образования.

## Население
| 2010  | 2012  | 2013  | 2014  | 2015  | 2016  | 2017  |
| ----- | ----- | ----- | ----- | ----- | ----- | ----- |
| 1422  | ↘1406 | ↗1439 | ↘1410 | ↘1387 | ↘1344 | ↘1306 |
| 2018  | 2019  | 2020  | 2021  |       |       |       |
| ↘1278 | ↘1247 | ↘1240 | ↘1233 |       |       |       |

## Состав сельского поселения
| № | Населённый пункт | Тип населённого пункта       | Население |
| - | ---------------- | ---------------------------- | --------- |
| 1 | Биккулово        | село                         | 340       |
| 2 | Каменка          | село                         | 406       |
| 3 | Марьевка         | село, административный центр | 676       |